# Tragó
Tragó – miejscowość w Hiszpanii, w Katalonii, w prowincji Lleida, w comarce Alt Urgell, w gminie Peramola.
Według danych INE z 2005 roku miejscowość zamieszkiwało 66 osób.